# DSA-241
La DSA-241 es una carretera perteneciente a la Red Secundaria de la Diputación Provincial de Salamanca que une las localidades de Los Santos y San Esteban de la Sierra.

## Origen y Destino
La carretera  DSA-241  tiene su origen en Los Santos en la intersección con las carreteras  DSA-239  y  DSA-240 , y termina en San Esteban de la Sierra en la intersección con la carretera  SA-205  formando parte de la Red de carreteras de Salamanca.